# 3 du mat
Pour les articles homonymes, voir Mat.
Albums de Lefa
Visionnaire
(2017) FAME
(2019)
Singles
1. CDM
Sortie : 7 mars 2018
2. Potentiel
Sortie : 23 mars 2018
3. Paradise 
Sortie : 21 mai 2018
4. J'me téléporte
Sortie : 19 octobre 2018

3 du mat est le troisième album solo de Lefa sorti le 6 avril 2018. En une semaine il vend 5 704 exemplaires. L'album est certifié disque d'or par le SNEP le 5 juin 2020 avec plus de 50 000 ventes.

## Genèse
À peine quelques mois après la sortie de Visionnaire, Lefa commence à sortir des vidéos sur ses réseaux sociaux : le 24 février 01:00:00, ensuite quelques jours près 02:00:00, ensuite sort 03:00:00, annonçant son nouvel album 3 du mat.
Le 7 mars sort le premier single CDM, avec un clip. Le 23 mars sort le morceau Potentiel en collaboration avec Orelsan, dont le clip sort une semaine après.
Le 6 avril sort l'album 3 du mat. En une semaine il vend 5 704 exemplaires. Plus tard le 30 avril, Lefa revient en playlist des radios telles que Skyrock, Générations...
Avec le morceau Paradise en collaboration avec Lomepal (produit par MKL), le featuring rencontre le succès, puisqu'il est certifié single d'or en octobre, puis disque de platine en mars 2020.
Le 19 octobre il sort le clip de J'me téléporte avec Dadju et S.Pri Noir qui cumulera plus de 250 000 vues en 1 jour et 1 million en 1 semaine.
L'album est certifié disque d'or par le SNEP le 5 juin 2020 avec plus de 50 000 ventes.

## Liste de titres
| 1.    | Maux de tête                              | Lefa                    | MKL                 | 1:54 |
| 2.    | CDM (Couloir de la mort)                  | Lefa                    | MKL, Zeg P          | 2:54 |
| 3.    | Santé                                     | Lefa                    | MKL                 | 2:43 |
| 4.    | 01H00                                     | Lefa                    | MKL, Nyadjiko       | 1:38 |
| 5.    | Potentiel (feat. Orelsan)                 | Lefa, Orelsan           | MKL, Saber          | 3:20 |
| 6.    | Motel                                     | Lefa                    | MKL                 | 2:03 |
| 7.    | Sombre                                    | Lefa                    | Dj Titai            | 1:40 |
| 8.    | 02H00                                     | Lefa                    | JO A                | 2:11 |
| 9.    | Balle au pied (feat. Sneazzy)             | Lefa, Sneazzy           | MKL, Biggie JO      | 4:18 |
| 10.   | J'me téléporte (feat. Dadju & S.Pri Noir) | Lefa, Dadju, S.Pri Noir | MKL                 | 3:57 |
| 11.   | 03H00                                     | Lefa                    | MKL, Nyadjiko       | 2:24 |
| 12.   | Montana                                   | Lefa                    | MKL, JO A           | 2:50 |
| 13.   | Insomnie (feat. Abou Tall)                | Lefa, Abou Tall         | Dany Synthé         | 3:42 |
| 14.   | Paradise (feat. Lomepal)                  | Lefa, Lomepal           | MKL                 | 2:37 |
| 15.   | Seul                                      | Lefa                    | MKL, Benijay, Zeg P | 3:30 |
| 41:00 |                                           |                         |                     |      |

## Titres certifiés en France
- Paradise (feat. Lomepal)  Diamant[10]
- Potentiel (feat. Orelsan)  Or[11]

## Clips vidéos
- CDM : 7 mars 2018
- Potentiel (feat. Orelsan) : 30 mars 2018
- Santé : 18 avril 2018
- Paradise (feat. Lomepal) : 21 mai 2018
- J'me téléporte (feat. Dadju, S.Pri Noir) : 19 octobre 2018

## Classements et certification

### Classements hebdomadaires
| Classements                  | Meilleure position |
| ---------------------------- | ------------------ |
| France (SNEP)                | 14                 |
| Belgique (Wallonie Ultratop) | 32                 |
| Suisse (Schweizer Hitparade) | 99                 |
| Suisse (Charts Romandie)     | 25                 |

### Certification
| Région        | Certification | Date        | Ventes |
| ------------- | ------------- | ----------- | ------ |
| France (SNEP) | Or            | 5 juin 2020 | 50 000 |